# I Brygada Jazdy
I Brygada Jazdy – polska wielka jednostka kawalerii początku II RP.
Brygada sformowana w Okręgu Korpusu Nr I w maju 1921 roku z wojennej 8 Brygady Jazdy.

## Obsada personalna
Dowódcy brygady
- płk Mikołaj Waraksiewicz
- płk Janusz Głuchowski

Szefowie sztabu
- rtm. / mjr pd SG Kazimierz Czerwiński (1921 – 31 VIII 1923)

## Skład
W 1923:
- Dowództwo I Brygady Jazdy – Warszawa
- 1 pułk szwoleżerów – Warszawa
- 7 pułk ułanów – Kraśnik od 15 lutego do końca marca 1921 roku, Przasnysz od kwietnia do 18 czerwca i Mińsk Mazowiecki od 21 czerwca 1921 roku
- 18 pułk ułanów – Grudziądz[3]
- 1 dywizjon artylerii konnej